# Yuki Kusano
Yuki Kusano (草野 侑己 Kusano Yuki?), född 21 juli 1996 i Hokkaido prefektur, är en japansk fotbollsspelare.
Kusano började sin karriär 2019 i Yokohama FC.